# محطة قطار المغير
مَحطة المغير هي محطة قطار جزائرية تَقع في إقليم بلدية المغير، بولاية المغير، في شمال شرق الصحراء الجزائرية .

## الموقع في السكك الحديدية
تَقع المحطة شمال شرق مدينة المغير ، على الخط الممتد من القراح إلى تقرت . تسبقها حاليا محطة بسكرة ويليها محطة جامعة. عندما تم إنشاء الخط من بسكرة إلى تقرت، سبقتها فيما مضى أنسيغة، وقد أغلقت المحطة الآن.

## خَدمة الركاب

### خدمة
تخدم المحطة قطارات طويلة المسافة على الطريق: الجزائر - تقرت,.

### روابط خارجية
- "SNTF". Société nationale des transports ferroviaires (SNTF). مؤرشف من الأصل في 2025-05-05..